# Estación Central (station)
Estación Central, Santiagos centralstation i kommunen Estación Central. Den byggdes på 1900-talets början, och var designad av Gustave Eiffel. I anslutning till järnvägsstationen finns även en tunnelbanestation på Metro de Santiago, Estación Central, som ligger på tunnelbanans linje 1. Från denna järnvägsstation går även regionaltåg neråt mot Rancagua, Linares Talca och Chillán samt även pendeltåget Metrotrén, som går söderut neråt mot Linares, via bland annat Rancagua och Buin.